# Alfredo Carneros
Alfredo Carneros Beamud (ur. 7 października 1978 w Madrycie) – hiszpański tenisista stołowy. Członek kadry narodowej i olimpijskiej Hiszpanii w tenisie stołowym. Zawodnik niemieckiego klubu tenisa stołowego CTMSSReyes. Jest sponsorowany przez niemiecką firmę tenisa stołowegoTibhar. Obecnie najlepszy (zaraz po He Zhiwen tenisista stołowy w Hiszpanii i jeden z najlepszych w Europie.
- miejsce w światowym rankingu ITTF: 138
- styl gry: leworęczny, obustronny, szybki atak topspinowy z nastawieniem na forhend blisko stołu
- rodzaj trzymania rakietki: europejski

Sprzęt:
- deska: Samsonov Premium
- okładziny: Torpedo( grubość podkładu: max; po obu stronach)